# Moyai

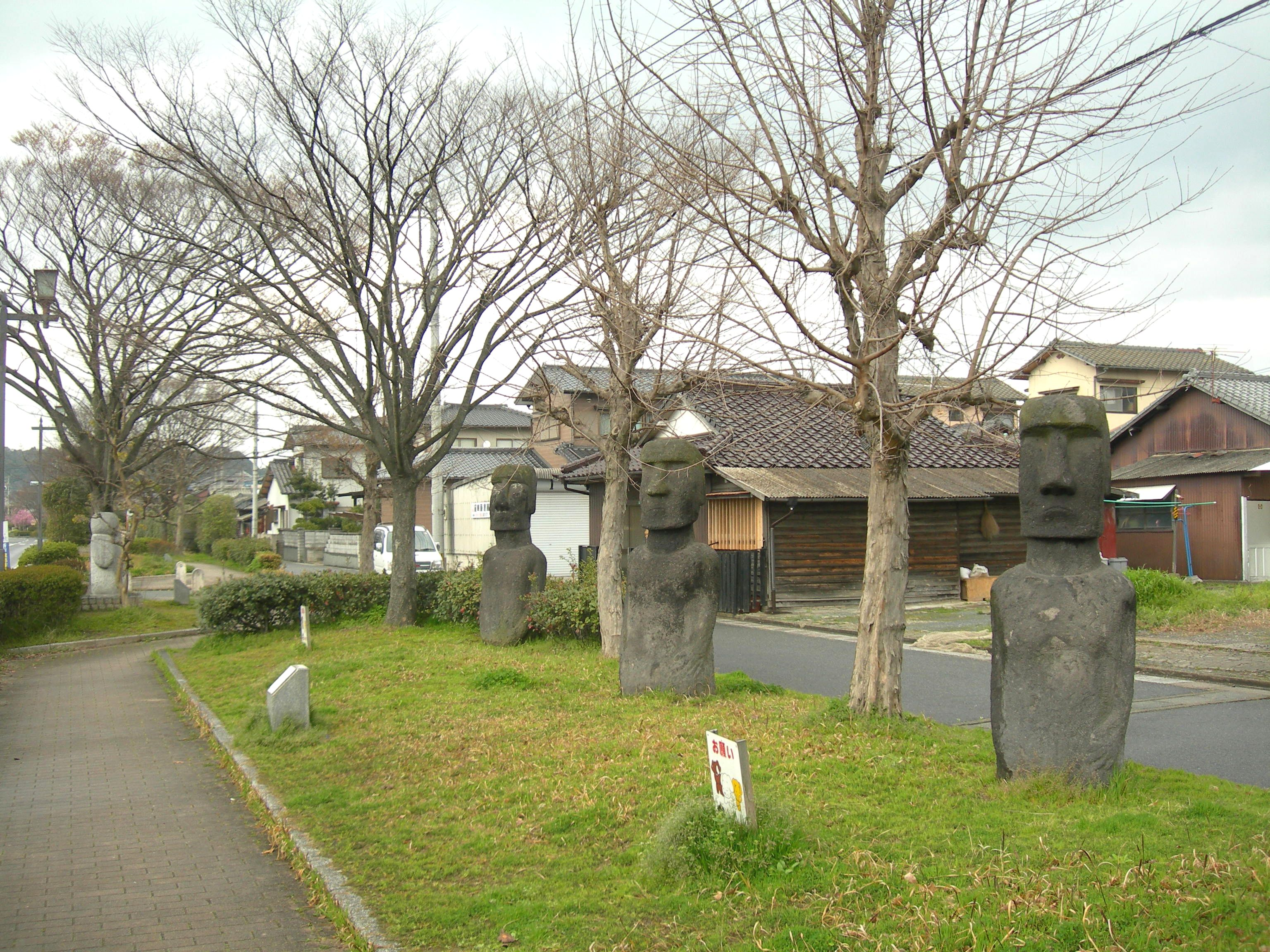
Nakama, Fukuoka

En Japón, una estatua moyai o moyai (モヤイ像 moyaizō?) es un tipo de estatua de piedra creada originalmente en el pueblo japonés de Niijima, ubicado en las Islas Izu. Las estatuas, que fueron creadas para promover la conciencia sobre Niijima, están inspiradas y modeladas según los moái de Isla de Pascua. Las estatuas se pueden encontrar en todo Japón, donde a menudo sirven como puntos de referencia locales. Una estatua moyai en Shibuya, que sirve como un popular punto de encuentro en la zona, fue la inspiración y diseño original para el emoji "moyai" (🗿).

## Antecedentes
Las estatuas moyai se crean en Niijima, un pueblo que es administrativamente parte de Tokio pero que se encuentra lejos de la ciudad propiamente dicha, en las Islas Izu. Fueron concebidas en 1978 por Yuichi Daigo, un artesano local y director de turismo que tenía como objetivo aumentar la conciencia sobre el pueblo. Durante las décadas de 1970 y 1980, Niijima creó y regaló varias de estas estatuas a diferentes localidades de Japón. Están inspiradas libremente en los moái, estatuas megalíticas construidas por el pueblo rapanui de Isla de Pascua.
Las estatuas están hechas de ja (抗火石 tdl. ‘piedra anti-fuego’?), un tipo especial de piedra pómez extraída solo en Niijima y en la isla italiana de Lipari. Debido a su ligereza por ser extremadamente porosa, se puede tallar fácilmente utilizando solo un cincel. Muchas estatuas moyai, incluida la ubicada en Shibuya, están hechas de esta piedra.
La palabra Moyai es un juego de palabras entre la palabra "moai" y la forma raíz de dos verbos japoneses: 舫い (moyai asegurar un barco?), y 催合い,  (moyai reunirse, trabajar en grupo?). El segundo de estos verbos, 催合う (moyau?), es actualmente un término dialectal utilizado principalmente en Niijima, aunque históricamente fue parte del japonés estándar.

## Estatuas moyai notables

### Estatua moyai de la estación de Shibuya
| うえまつそう    | Twitter |
| @sou_beebangboo |         |

             【奇跡が起きました】
先日『じーちゃんが作った渋谷モヤイ像が排気ガスや喫煙所からの有害物質により汚れていて悲しい。なんとかしたい』と投稿したところ、たくさんの方の拡散やお力をいただき数十年の汚れをこんなに綺麗にしていただきました！
本当にありがとうございます！SNSの力にも感謝です。
         

            [Un Milagro Sucedió]
Hace unos días tuiteé "La estatua Moyai de Shibuya que hizo mi abuelo se ha ensuciado con los humos de escape y el humo del área de fumadores cercana, tristemente. Quiero hacer algo al respecto." Muchas personas nos dieron su fuerza y apoyo. ¡(Lo que antes era) décadas de manchas se hicieron hermosas! 
 ¡Muchas gracias a todos! Estoy agradecido por el poder de las redes sociales.
        

        22 de febrero de 2018

Una estatua moyai es un punto de referencia prominente cerca de la Estación de Shibuya: es visible desde la salida oeste de la estación y se encuentra justo después de esta. Al igual que la Estatua de Hachikō, que se encuentra cerca, la estatua moyai sirve como un popular punto de encuentro. En días festivos, está abarrotada en las tardes, aunque debido a un mayor número de transeúntes en la intersección adyacente, Hachikō tiende a estar más concurrida y la moyai relativamente tranquila.
La estatua fue diseñada por Oogo Tomoichi, un fabricante de kokeshi y director de la asociación de turismo de Niijima. En 1980, fue donada desde Niijima a Shibuya para conmemorar el centenario de la incorporación de Niijima a Tokio. La ceremonia de inauguración se celebró el 25 de septiembre de 1980 y escondida en la hierba alta hay una placa con el nombre "moyai" inscrito junto con la fecha de inauguración.
Para 2018, la estatua se había oscurecido notablemente debido a su proximidad a una zona para fumar y el tráfico cercano. El 15 de febrero de 2018, el nieto de Oogo tuiteó una foto de la estatua, mencionando la tristeza que le provocaba su estado actual. La publicación se volvió viral, y el 22 de febrero, los trabajadores de la estación limpiaron la estatua, lo que hizo que volviera a su apariencia original.
A lo largo de Japón, hay al menos diez estatuas  similares, cada una de las cuales fue un regalo del pueblo de Niijima a varias comunidades.

## Carácter Unicode

Wikipe-tan moyai emoji

En 2010, moai fue incluido como un emoji (🗿) llamado «moyai» en la versión 6.0 de Unicode bajo el código U+1F5FF como «estatua de piedra japonesa similar al moai de la Isla de Pascua».
El nombre oficial de Unicode para el emoji se escribe «moyai», ya que el emoji realmente representa la estatua moyai cerca de la Estación de Shibuya en Tokio. La estatua fue un regalo de la gente de Nii-jima (una isla situada a 163 kilómetros (101,3 mi) de Tokio pero administrativamente parte de la ciudad) inspirada en los moai de la Isla de Pascua. El nombre de la estatua se derivó combinando «moai» y la palabra japonesa dialectal  (催合い moyai?)  'ayudándose mutuamente'.
A medida que Unicode adoptó emojis propietarios inicialmente utilizados por los operadores móviles japoneses en la década de 1990, dibujos inconsistentes fueron adoptados para este emoji por varias compañías con imágenes emoji propietarias, representando ya sea un moai o la estatua moyai. Los emojis de Google y Microsoft inicialmente se parecían a la estatua moyai en Tokio; sin embargo, los emojis fueron posteriormente revisados para parecerse a los moai.
A pesar de su propósito original, el emoji se utiliza comúnmente en la cultura de internet para representar una expresión deadpan o para transmitir que algo se dice de manera particularmente seca, irónica o sarcástica.